# Liste der Eisenbahntunnel in Polen
Diese vollständige Liste der Eisenbahntunnel in Polen  umfasst alle Eisenbahntunnel in Polen, die länger sind als eine gewöhnliche Unterführung.

## Eisenbahntunnel in Polen
| Name                                                                                 | Länge           | Baujahr               | Bahnstrecke                                                | Anmerkungen                                   |
| ------------------------------------------------------------------------------------ | --------------- | --------------------- | ---------------------------------------------------------- | --------------------------------------------- |
| Tunnel Mały Wołowiec (deutsch Ochsenkopftunnel)                                      | 1560 m + 1601 m | 1876-1889 + 1909-1911 | Bahnstrecke Kłodzko–Wałbrzych                              | eine Röhre in Betrieb, eine Röhre stillgelegt |
| Tunel na Lotnisko Chopina (deutsch Tunnel Flughafen Okęcie)                          | 1183 m          | 2009–2012             | Bahnstrecke Warszawa Służewiec – Warszawa Lotnisko Chopina | zweigleisig in einer Röhre                    |
| Eisenbahntunnel bei Niederkönigswalde                                                | 1171 m          | 1876-1879 + 1909-1911 | Bahnstrecke Kłodzko–Wałbrzych                              | zweigleisig in zwei Röhren                    |
| Tunnel Przełęczą Kowarską (deutsch Tunnel unter dem Oberschmiedeberg)                | 1025 m          | 1905                  | Bahnstrecke Kamienna Góra–Jelenia Góra                     | eingleisig, stillgelegt                       |
| Tunel pod Białą Górą                                                                 | 764 m           | 1882–1885 + 1910–1912 | Bahnstrecke Warszawa–Kraków                                | zweigleisig in zwei Röhren                    |
| Ratschenbergtunnel (polnisch Tunele w Kulinie Kłodzkim)                              | 577 m           | 1904-1905             | Bahnstrecke Kłodzko–Kudowa Zdrój                           | eingleisig                                    |
| Tunel w Żegiestowie                                                                  | 514 m           | 1873–1876             | Bahnstrecke Chabówka–Nowy Sącz                             | früher zweigleisig, heute eingleisig          |
| Tunel kolejowy w Łupkowie                                                            | 416 m           | 1870-1874             | Bahnstrecke Michaľany–Łupków                               | eingleisig                                    |
| Tunel kolejowo-drogowy w Gdańsku                                                     | 400 m           | 2018                  | Bahnstrecke Warszawa–Gdańsk                                | zweigleisig                                   |
| Köhlerbergtunnel (polnisch Tunel pod Sajdakiem)                                      | 380 m           | 1876-1879 + 190-1910  | Bahnstrecke Kłodzko–Wałbrzych                              | Eine Röhre in Betrieb, eine Röhre stillgelegt |
| Warthaer Tunnel                                                                      | 364 m           | 1874                  | Bahnstrecke Wrocław–Międzylesie                            | zweigleisig in einer Röhre                    |
| Krähenbergtunnel (polnisch Tunel w Długopolu-Zdroju)                                 | 360 m           | 1870                  | Bahnstrecke Wrocław–Międzylesie                            | eingleisig in einer Röhre                     |
| Schönhuter Tunnel                                                                    | 324 m           | 1867                  | Bahnstrecke Zgorzelec–Wałbrzych                            | abgetragen                                    |
| Lehnhausbergtunnel                                                                   | 320 m           | 1857                  | Bahnstrecke Jelenia Góra–Żagań                             | eingleisig, stillgelegt                       |
| Wojanowski-Tunnel (deutsch Rohrlacher Tunnel)                                        | 293 m           | 1867                  | Bahnstrecke Zgorzelec–Wałbrzych                            | zweigleisig in einer Röhre                    |
| Tunel kolejowy w Bielsku-Białej                                                      | 268 m           | 1876–1877             | Bahnstrecke Katowice–Legnica                               | ein- und zweigleisig                          |
| Tunnel Unisław Śląski (deutsch Langwaltersdorfer Tunnel)                             | 262 m           | 1878                  | Bahnstrecke Wałbrzych Szczawienko–Meziměstí                | eingleisig                                    |
| Tunnel durch den Schlossberg bei Mauer                                               | 187 m           | 1904                  | Bahnstrecke Jelenia Góra–Żagań                             | eingleisig, stillgelegt                       |
| Tunel w Kamionce Wielkiej                                                            | 180 m           | 1876                  | Bahnstrecke Tarnów–Leluchów                                | eingleisig                                    |
| Tunel w Bobowej                                                                      | 160 m           | 1876                  | Bahnstrecke Tarnów–Leluchów                                | eingleisig                                    |
| Hofebergtunnel                                                                       | 154 m           | 1904                  | Bahnstrecke Jelenia Góra–Żagań                             | eingleisig, stillgelegt                       |
| Tunnel Szklarska Poręba (früher Eisenbahntunnel Schreiberhaus oder Moltkefelstunnel) | 145 m           | 1888–1902             | Bahnstrecke Jelenia Góra–Kořenov                           | eingleisig                                    |
| Tunnel Lewin (polnisch Tunel Lewin Kłodzki)                                          | 80 m            | 1904-1905             | Bahnstrecke Kłodzko–Kudowa Zdrój                           | eingleisig in einer Röhre                     |